# Perovo (metrostation Moskou)
Perovo (Russisch: Перово) is een station aan de Kalininsko-Solntsevskaja-lijn van de Moskouse metro.

## Geschiedenis
Het station is onderdeel van de Kalininski-radius, het initiële baanvak van de  Kalininsko-Solntsevskaja-lijn. Dit 12,2 kilometer lange deel van de ringlijn naar het het oosten werd gebouwd tussen 1975 en 1979.  In het ontwerp van de lijn werd het station Perovo Pole genoemd hetgeen verwijst naar het dorp en het gebied ten oosten van Moskou dat in 1925 stad werd. Het dorp Perovo, dat ten noorden van de huidige Zeljenogo Prospekt lag, werd al in 1940 door Moskou geannexeerd en in 1960 werd ook het gebied rond het dorp door Moskou ingelijfd. De planning van de lijn was gericht op een opening voor de Olympische Zomerspelen van 1980. Van de zes stations tussen Marksistskaja en Novogirejevo liggen er vier op grote diepte en twee, waaronder Perevo, vlak onder het maaiveld. Het hoogte verschil van ruim 45 meter tussen Perovo en Sjosse Entoeziastov wordt overwonnen door een helling met bochten, hiermee wordt het traject langer dan een recht traject zodat de hellingshoek voor de treinen kleiner wordt. Het station zelf is gebouwd door tunnelafdeling 6 van Mosmetrostroi onder leiding van I.A. Jatskov. Op 16 december 1979 werd de eerste testrit met een trein met metrobouwers gehouden. Op 30 december 1979 vond de officiële opening plaats en sinds oudejaarsdag 1979 kunnen de reizigers gebruik maken van de lijn. Het station is met 49.300 reizigers per dag een van de rustigste van de Moskouse metro.

## Ligging en ontwerp
Het station ligt onder Zeljenogo Prospekt tussen de tweede en derde Vladimirskistraat op de grens van Perevo en Novogirejevo. De verdeelhallen bevinden zich aan de uiteinden van het perron. De westelijke ligt bij het kruispunt/ Vladimirskistraat en heeft zes toegangen op de hoeken van het kruispunt. De oostelijke kent twee uitgangen aan de noord en de zuidkant van de Zeljenogo Prospekt.
Na de periode van standaard stations, ingegeven door kostenbesparing, voor de metrobouw buiten de Koltsevaja-lijn konden de architecten van de Kalininski-radius weer met eigen ontwerpen voor de stations komen. De architecten N.A. Aljosjina en V.S. Volovitsj kwamen, samen met hun assistenten N.K. Samoilova en R.P. Tkatsjeva, en de constructeurs T.A. Zjarova en J.Z. Moermotsev met een enkelgewelfdstation. Het is het vierde enkelgewelfdestation van de Moskouse metro. In dit geval is het gewelf van gewapend beton in één stuk gegoten op de eerder aangebrachte tunnelwanden. 

## Aankleding
De aankleding van het station staat in het teken van de Russische volkskunst. De kunstenaars L.A. Novikov en V.I. Filatov kwamen met een plan dat licht en ruimte moest uitstralen waarbij vooral wit gebruikt is. De tunnelwanden zijn onder het perronniveau bekleed met zwart gabbro en daarboven met wit marmer. De vloer van het station bestaat uit bruin, grijs en zwart graniet. Door het plaatsen van gebeeldhouwde stenen panelen op de tunnelwand weken de kunstenaars af van de, in de jaren 70 bij de aankleding van nieuwe metrostations, gangbare metalen panelen met gestileerde afbeeldingen.
De kunstenaars maakten vier paar panelen in de traditionele Russische Choromnom stijl. De panelen zijn gemaakt van marmer uit de Koëlgagroeve. De afbeelding staat in het midden en wordt omzoomd met een bloemmotief, zowel het motief als de stijl zijn gebaseerd op de Russische volkskunst. 
De panelen van oost naar west:
- Eerste paar
  - Een boom met vogel
  - De mythologische vogel Sirin met een kleine kroon op z'n kop (Deze wordt soms verward met Feniks of met het personage Finest, de dappere valk, een jongeman die in een valk kan veranderen.)
- Tweede paar
  - De mythologische vogel Gamajoen
  - Een leeuw
- Derde paar 
  - Twee afbeeldingen van een gevleugeld paard met twee zonnen, een zon met een vrolijk gezicht en een zon met een droevig gezicht.
- Het vierde paar 
  - Een boom met vogel (een herhaling van het eerste paneel)
  - Een duif

L. A. Novikova was al in haar studententijd sterk geïnteresseerd in de Russische volkskunst en reisde diverse malen naar het noorden om de folklore te bestuderen. In haar toelichting zegt ze dat de vogel Sirin wordt afgebeeld als een symbool van geluk, de leeuw als bewaker van de haard. Sinds de oudheid wordt de zon op Russische borduurwerken en lateien afgebeeld. Het gevleugelde paard wordt beschouwd als een symbool van kracht en welzijn, de zon als bron van het leven op aarde.
In de langsrichting van het perron staan vijf verlichte wegwijzers, met daarop de bestemming van de treinen alsmede de plaats van twee uitgangen, omringd door banken. De bogen boven de trappen zijn opgesierd met bloemmotieven gemaakt van gipssnijwerk. De verlichting is ontworpen door M. Aleksejev. De lampen zijn in sleuven in het gewelf aangebracht boven een gebogen zigzag band van aluminium. 

## Galerij

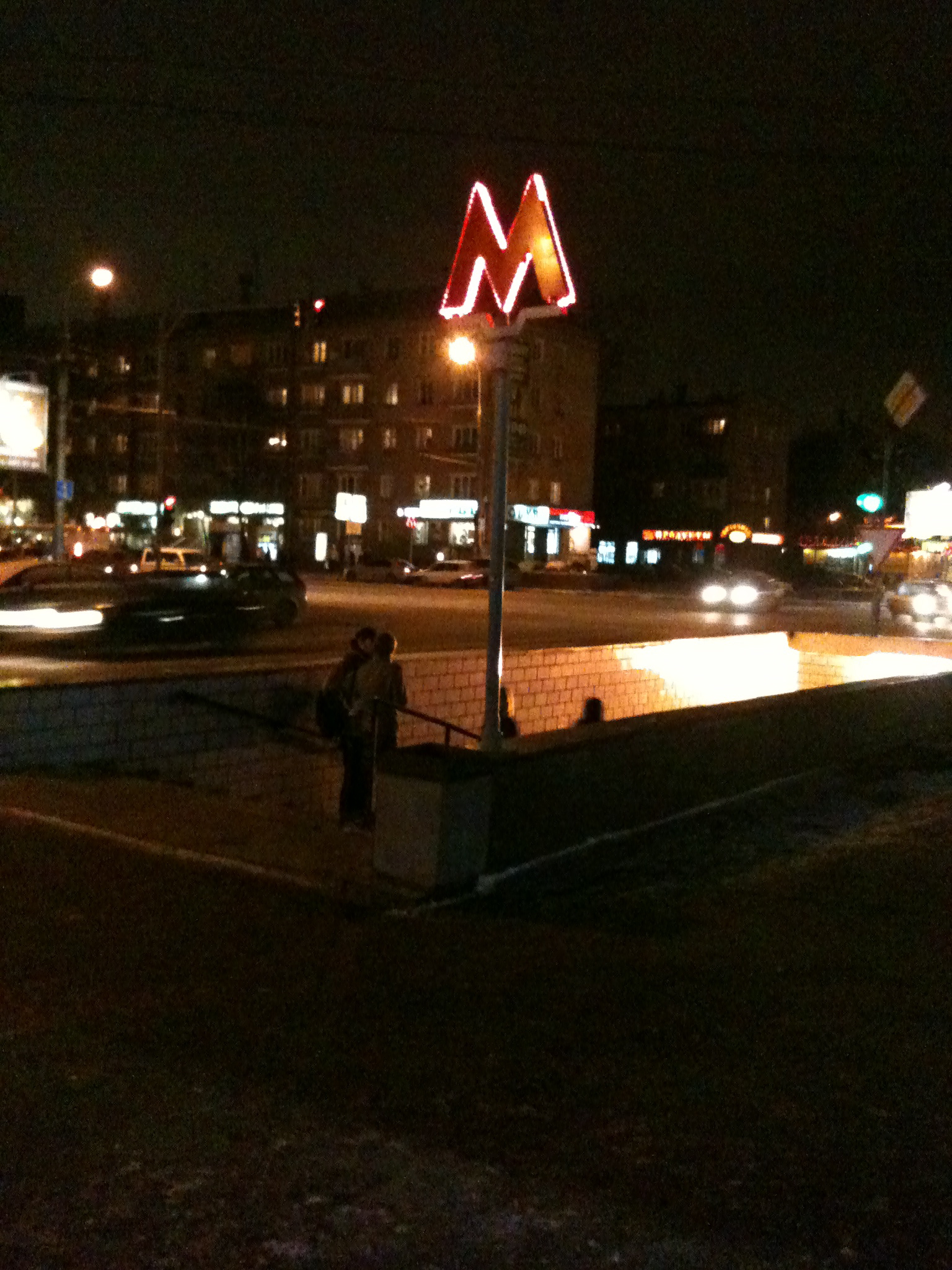
De zuidoostelijke toegangstrap van de westelijke verdeelhal
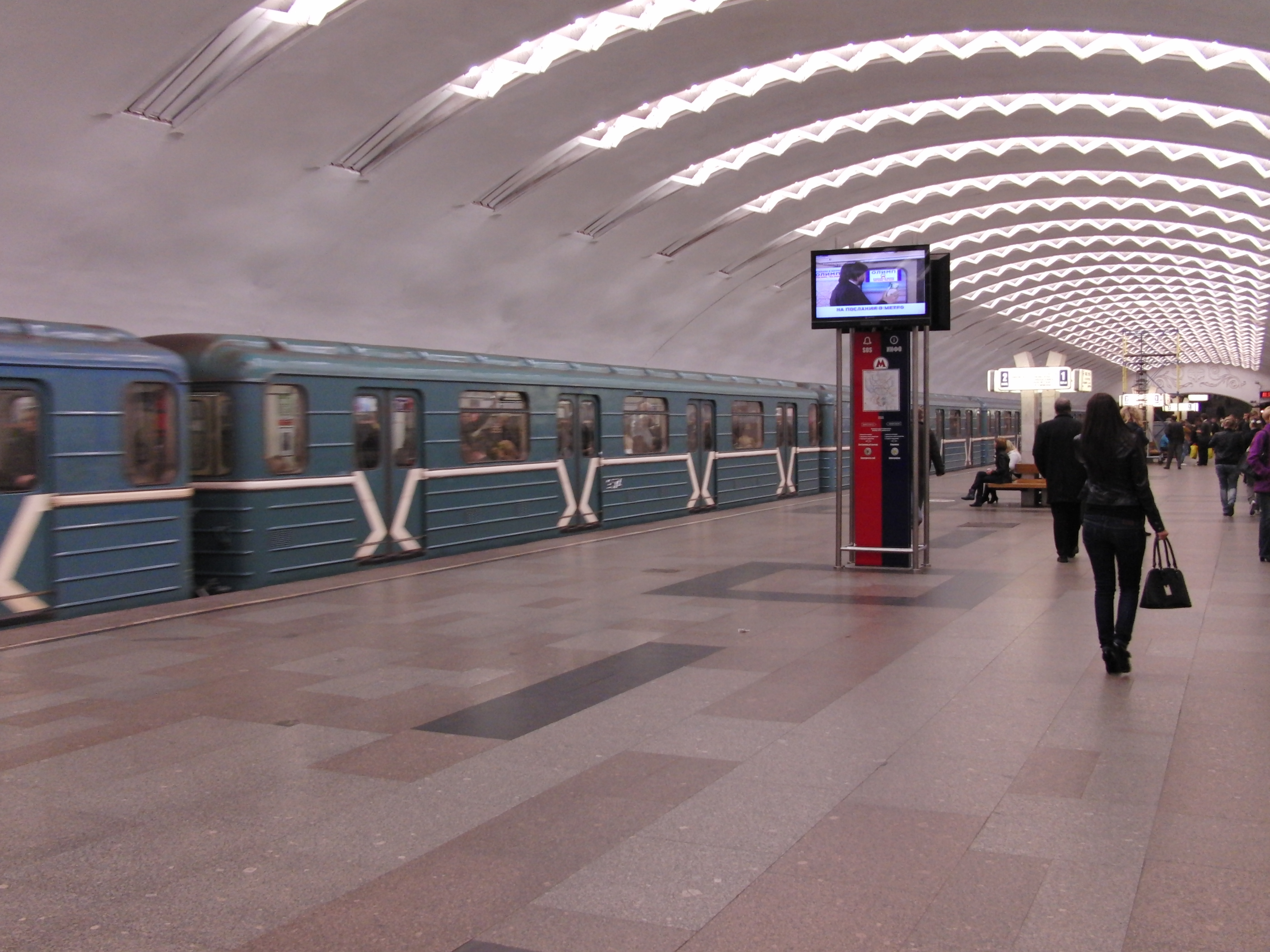
De nood en informatiezuil midden op het perron
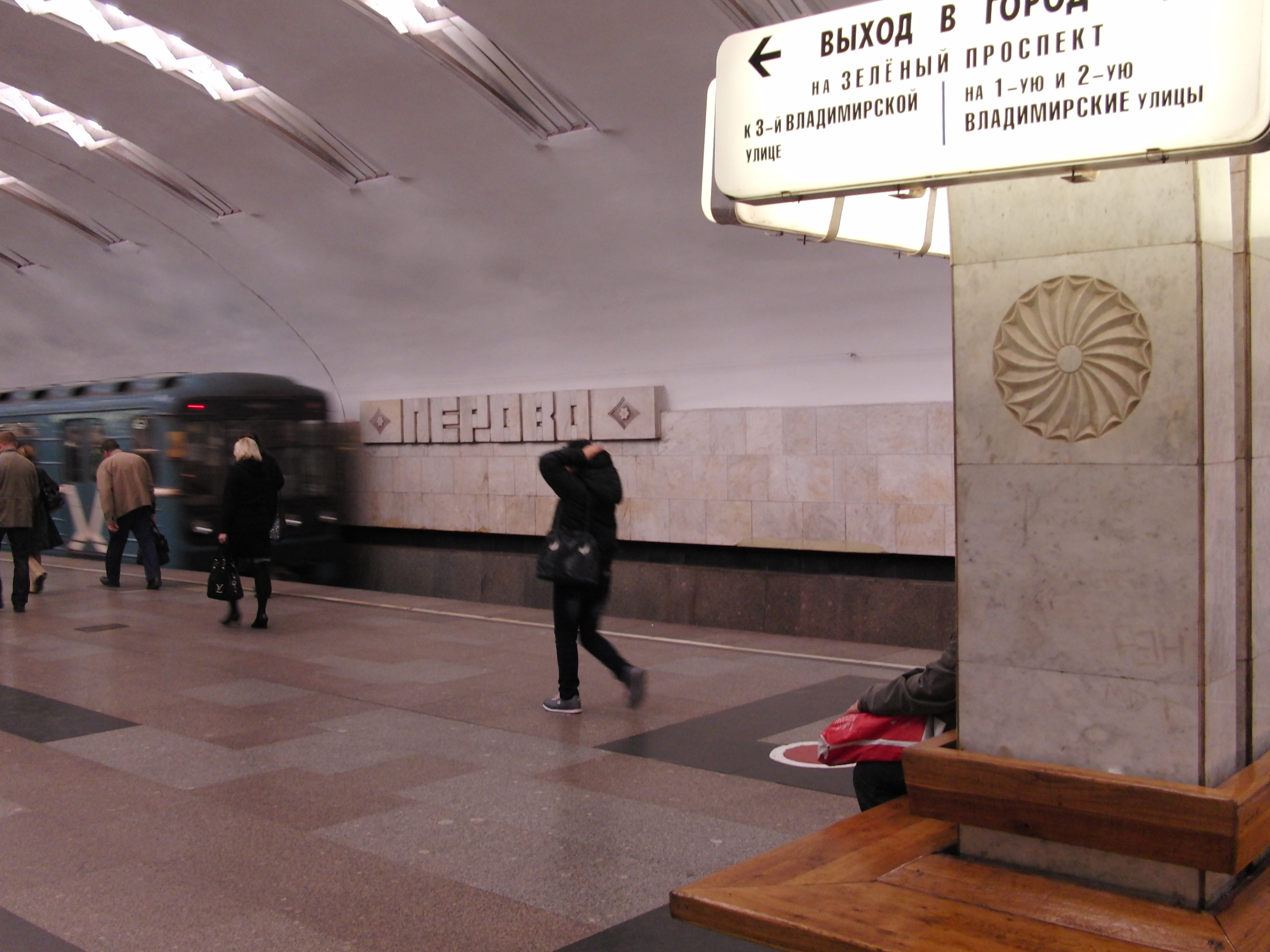
De wegwijzers boven de banken op het perron